# Jasová
Jasová (maďarsky: Jászfalu) je obec na Slovensku, v okrese Nové Zámky v Nitranském kraji. V obci žije přibližně 1 200 obyvatel.

## Poloha
Obec leží v Podunajské nížině v západní části úpatí Pohronské pahorkatiny. Západní část obce je tvořena terasami navátých písků, písečnou spraší a spraší. Východní část tvoří hřbety pahorkatiny neogenních usazenin. Nadmořská výška téměř odlesněného území se pohybuje v rozmezí 154 až 284 m n. m., střed obce je v nadmořské výšce 162 m. Na hřebenech se nachází dubové a akátové lesíky. Půdní typy zastupuje výskyt lužních půd, černozemí a hnědozemí. Územím protéká Jasovský potok.
Z celkové výměry 1940 ha na ornou půdu připadá 1800 ha, zbytek tvoří vinice, louky, paseky, háje a neplodná půda.

## Historie
První písemná zmínka o obci pochází z roku 1434, kdy je nazývána jako Tykeresnyek aliter Jaszafalu, od roku 1436 jako Jazfalu, v roce 1920 Jásová. Obec zanikla v období tureckého vpádu (1562) a znovu byla osídlená v roce 1669 a farnost obnovena v roce 1736. 
V roce 1715 bylo v obci 29 domácností, v roce 1720 se uvádí vinice na území obce, v roce 1787  žilo 779 osob v 105 domech, v roce 1828 počet domů klesl na 87 v nichž žilo 710 obyvatel. V roce 1918 při požáru vyhořelo 40 domů, v roce 1926 byla obec postižená povodní. 
Hlavní obživou bylo zemědělství a vinohradnictví.

## Památky
V obci je:
- římskokatolický kostel svatého Vavřince postavený v roce 1938 [6]

- románská kaple svatého Michala, která je poprvé uváděná v roce 1210. Kaple byla mnohokrát přestavována, takže její původní podoba zanikla.[7]